# Šafařík (kráter)
Šafařík je měsíční impaktní kráter nacházející se na odvrácené straně Měsíce a tudíž není pozorovatelný přímo ze Země. Má průměr 31 km, pojmenován je podle českého astronoma a chemika Vojtěcha Šafaříka. Šafařík leží severně od většího kráteru Tiselius a východo-jihovýchodně od ještě většího kráteru Šaronov.

## Satelitní krátery
V okolí kráteru se nachází několik menších kráterů. Ty byly označeny podle zavedených zvyklostí jménem hlavního kráteru a velkým písmenem abecedy.
| Šafařík | Sel. šířka | Sel. délka | Průměr |
| ------- | ---------- | ---------- | ------ |
| A       | 12.5° S    | 177.0° V   | 21 km  |
| H       | 9.5° S     | 178.6° V   | 16 km  |
| S       | 9.9° S     | 174.2° V   | 13 km  |